# 人权论
人权论（英語：Rights of Man），是由托马斯·潘恩在1791年出版的作品，包含31篇文章。书中提出，当政府无法保护人民的自然权利和法定权利时，人民有权通过革命来维护自己的权利。基于这个观点，潘恩在书中支持了法国大革命，对抗了埃德蒙·伯克在《对法国大革命的反思》中对法国革命的批评。
本书分为两部分出版，分别在1791年3月和1792年2月于英国发行。

## 背景
人权论（英語：Rights of Man）的作者托马斯·潘恩，坚定支持法国大革命。1789年，他亲赴法国，观察并亲身感受这场革命，回国后撰写了这本著名的作品。许多英国思想家也同样支持法国革命，比如理查德·普赖斯，通过布道和小册子宣传革命，甚至将其与1688年的光荣革命相提并论。而保守派代表埃德蒙·伯克则在1790年出版了《对法国大革命的反思》，强烈反对革命，此书在保守派中大受欢迎，销量达3万本。
潘恩的《人权论》原本由伦敦出版商约瑟夫·约翰逊于1791年2月21日出版，但因担心惹上官司而撤销了出版计划。最后的出版计划由J.S.乔丹接手，并于3月16日发行。发行时全书共约9万字。虽然发布时略迟于原定日期，但销量仍达百万册，广受改革者、民主主义者、伦敦工匠以及北部工业区熟练工人的热烈追捧。 威廉·戈德温也参与了该书的出版工作，称赞“书中的革命种子强大无比，无法被抑制。”

## 论点
潘恩在《人权论》中主张君主与人民的利益应当一致。他以巴士底狱的攻陷为例，认为法国大革命是为了推翻君主专制的原则，而非针对国王个人。
天赋人权是潘恩的核心观点之一。他认为，权利是天生赋予的，不能通过政治宪章或政府授予，因为这样会使权利变得可撤销，从而成为一种“特权”。正如他所说，权利必须是不可剥夺的，任何政府都无权随意赋予或收回人民的基本权利。潘恩在书中是这样论述的：
... 说宪章赋予权利是一种误导性的错误。它的作用正相反——剥夺了权利。权利本来就属于所有居民；但是宪章通过剥夺大多数人的权利，仅保留少数人的权利……因此，它们成为了不公正的工具……真实的情况应该是，个人作为独立的主权者，通过相互缔结契约来建立政府：这是政府合法产生的唯一方式，也是政府存在的唯一正当性来源。——Rights of Man, I, London, 1795, pp. 125–126, Rights of Man, II, London, 1795, p. 13.
潘恩认为，政府的唯一目的就是保护个人的固有和不可剥夺的权利。任何无法惠及国家整体利益的社会结构都不具备合法性，尤其是君主制和贵族制度。他的思想根源可以追溯到启蒙时代，并且与约翰·洛克在《政府论》第二篇中的观点有相似之处（尽管潘恩本人声称他从未读过这本书）。
潘恩的这种立场在法国的一次晚宴上得到了进一步发展。当时，他与托马斯·杰斐逊以及可能的吉尔伯特·杜·莫蒂埃（即拉法叶侯爵）讨论了费城保守派詹姆斯·威尔逊关于联邦宪法的提议，这次交流进一步坚定了他的思想。